# Rukojmí

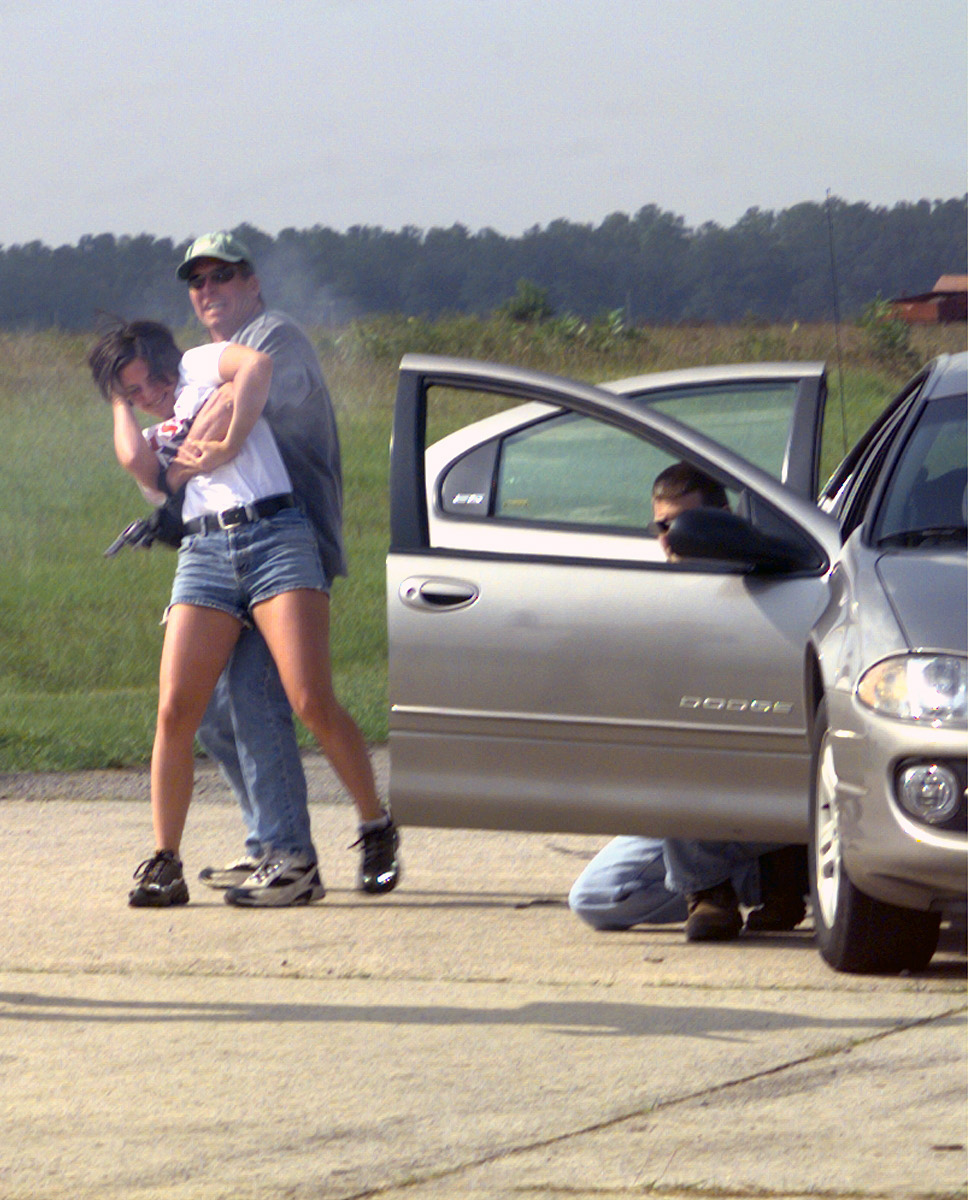
Nácvik speciálních jednotek, situace s rukojmím

Rukojmí je osoba, nezákonně proti své vůli zadržovaná jinou osobou.

## Původ slova
Původ slova lze hledat ve slově rukojemství, což je starší výraz pro „ručení“. Slovo rukojmí v češtině může být jak rodu mužského životného tak středního.

## Důvody zadržování rukojmí
- finance – požadování výkupného
- po nevydařené loupeži
- sebevražda spáchaná policistou – specifická situace, kdy únosce chce být bezpečnostními silami zabit
- politické důvody, či požadování propuštění vězňů (např. Mogadišo 1977)

## Aspekty chování rukojmí
- někdy dochází k tomu, že se rukojmí snaží únoscům vnucovat, tyto osoby bývají často popraveny jako první[zdroj?]
- Stockholmský syndrom – situace, kdy rukojmí začne pociťovat ke svým únoscům sympatie a jakýsi kladný vztah; může jím být postižen například i vyjednavač, či odstřelovač bezpečnostních sil, který s únosci jedná
- strach – jeho nebezpečí zde spočívá v tom, že rukojmí může panikařit a podrážděním únosců ohrozit sebe či jiné rukojmí

## Příklady zadržení rukojmí ve 20. a 21. století
- 1972 – Mnichov – více ve článku Mnichovský masakr – situace vedla ke zformování jednotky GSG9.
- 1976 – únos letadla Air France na trase Tel Aviv – Paříž. Únosci se přesunuli do Ugandy, kde nežidovské rukojmí propustili. Židovská rukojmí zachránil útok izraelského komanda – viz operace Entebbe
- 1977 – Zadržení rukojmí ve vlaku na lince Groninghem – Amsterodam Zásah proveden jednotou BBE M Nizozemské námořní pěchoty. Zajímavostí bylo, využití nízkého přeletu dvou letounů F-104, vysokou rychlostí a se zapnutým přídavným spalováním, pro zajištění sklonění hlav všech osob ve vlaku.
- 1977 – Únos letadla společnosti Lufthansa na lince Baleárské ostrovy – Německo. Letadlo přistálo v Mogadišu, kde proběhla záchranná akce provedená příslušníky GSG9 a dvěma příslušníky SAS. Zajímavostí bylo první použití zábleskových granátů v ostré akci.
- 1979 – Americká rukojmí v Íránu
- 1980 – situace v Princes Gate – zásah SAS
- 1997 – zadržení rukojmí na Japonské ambasádě v Limě – došlo k dlouhému obléhání, zásah provedla americká Delta Force spolu s britskou SAS. Zajímavostí bylo řešení vstupu do budovy, kdy pro jednotky byl pod budovou vykopán tunel.
- 2004 – zadržení přes 1000 osob při tzv. beslanském školním masakru v Beslanu v Rusku